# Дора Джилянова
Дора Джилянова (нар. 13 січня 1976) — колишня болгарська тенісистка.
Найвищу одиночну позицію світового рейтингу — 327 місце досягла 23 жовтня 1995, парну — 237 місце — 7 серпня 1995 року.
Здобула 1 одиночний та 2 парні титули туру ITF.

## Фінали ITF

### Одиночний розряд: 3 (1–2)
| Легенда          |
| ---------------- |
| Турніри $100,000 |
| Турніри $75,000  |
| Турніри $50,000  |
| Турніри $25,000  |
| Турніри $10,000  |

| Фінали за покриттям |
| ------------------- |
| Тверде (0–0)        |
| Ґрунт (1–2)         |
| Трава (0–0)         |
| Килим (0–0)         |

| Результат | W–L | Дата     | Турнір                | Рівень | Покриття | Суперниця           | Рахунок  |
| --------- | --- | -------- | --------------------- | ------ | -------- | ------------------- | -------- |
| Поразка   | 0–1 | Сер 1994 | ITF Пловдив, Болгарія | 10,000 | Ґрунт    | Моніка Машталіржова | 2–6, 4–6 |
| Перемога  | 1–1 | Вер 1994 | ITF Варна, Болгарія   | 10,000 | Ґрунт    | Галя Ангелова       | 6–4, 6–3 |
| Поразка   | 1–2 | Вер 1995 | ITF Варна, Болгарія   | 10,000 | Ґрунт    | Сесілія Ампуеро     | 0–6, 5–7 |

### Парний розряд: 5 (2–3)
| Легенда          |
| ---------------- |
| Турніри $100,000 |
| Турніри $75,000  |
| Турніри $50,000  |
| Турніри $25,000  |
| Турніри $10,000  |

| Фінали за покриттям |
| ------------------- |
| Тверде (1–1)        |
| Ґрунт (1–2)         |
| Трава (0–0)         |
| Килим (0–0)         |

| Результат | W–L | Дата     | Турнір                 | Рівень | Покриття | Партнерка          | Суперниці                           | Рахунок            |
| --------- | --- | -------- | ---------------------- | ------ | -------- | ------------------ | ----------------------------------- | ------------------ |
| Поразка   | 0–1 | Сер 1994 | ITF Пловдив, Болгарія  | 10,000 | Ґрунт    | Десислава Топалова | Теодора Недева Антоанета Пандєрова  | 4–6, 6–4, 2–6      |
| Перемога  | 1–1 | Вер 1994 | ITF Варна, Болгарія    | 10,000 | Тверде   | Десислава Топалова | Галина Димитрова Клаудія Тімм       | 6–3, 7–5           |
| Поразка   | 1–2 | Лют 1995 | ITF Стамбул, Туреччина | 10,000 | Тверде   | Десислава Топалова | Коріна Мораріу Хрістіна Захаріду    | 3–6, 5–7           |
| Перемога  | 2–2 | Вер 1995 | ITF Варна, Болгарія    | 10,000 | Ґрунт    | Павліна Нола       | Галина Димитрова Десислава Топалова | 4–6, 6–4, 7–5      |
| Поразка   | 2–3 | Жов 1995 | ITF Бухарест, Румунія  | 25,000 | Ґрунт    | Павліна Нола       | Ангела Керек Мая Живець-Шкуль       | 2–6, 7–6(7–5), 3–6 |